# Lista rezervațiilor de resurse din Republica Moldova
Ariile protejate din Republica Moldova sunt categorisite în mai multe tipuri. Lista dată conține rezervațiile de resurse, conform Legii nr. 1538 din 25.02.1998 privind fondul ariilor naturale protejate de stat, în care sunt descrise ca „spații naturale care cuprind resurse deosebit de valoroase, de importanță națională, protejate în scopul conservării lor pentru generațiile viitoare”. Rezervațiile de resurse ocupă o suprafață totală de 523 ha.
| Denumire | Raion | Amplasare | Proprietar                                                               | Suprafață                         | Coordonate                                      | Imagine        |
| --- | ----- | --- | ------------------------------------------------------------------------ | --------------------------------- | ----------------------------------------------- | -------------- |
| Complex de soluri cenușii și cenușii-închis de pădure (în pădure) al zonei de silvostepă din nordul Moldovei                                                         | BR    | ocolul silvic Briceni, Trebisăuți, parcela 24 + câmpul nr. 3, la vest de satul Trebisăuți, lângă pădure | Gospodăria Silvică de Stat Edineț + Întreprinderea Agricolă „Trebisăuți” | 50 + 2 ha                         | 48°21′17″N 27°09′26″E / 48.354774°N 27.157137°E |                |
| Cernoziom micelar-carbonatat gras al zonei dunărene de stepă | CH    | câmpul nr. 10 al asolamentului, la sud-est de satul Roșu | Primăria satului Roșu                                                    | 4 ha                              | 45°56′36″N 28°13′02″E / 45.9432°N 28.217186°E   |                |
| Cernoziom xerofitic de pădure al zonei dunărene de stepă | CH    | ocolul silvic Larga, Români, parcelele 27-29 | Gospodăria Silvică de Stat Cahul                                         | 200 ha                            | 46°02′46″N 28°16′44″E / 46.04601°N 28.27893°E   |                |
| Cernoziom compact al zonei dunărene de stepă | CN    | satul Baurci, brigada nr. 1, asolamentul de câmp, lângă pădurea ocolului silvic Zloți | Societatea pe Acțiuni „Chircăieștii Noi”                                 | 5 ha                              | 46°40′50″N 28°56′03″E / 46.680693°N 28.934118°E |                |
| Cernoziom obișnuit al zonei dunărene de stepă | GE    | brigada de tractoare nr. 2, câmpul nr. 7 | Întreprinderea Agricolă „Maiac”                                          | 4 ha                              | 46°14′17″N 28°37′02″E / 46.238037°N 28.61732°E  |                |
| Cernoziom levigat al zonei de silvostepă din nordul Moldovei | DR    | satul Nicoreni, sectorul situat la sud de șoseaua Rîșcani-Nicoreni, brigada nr. 1, câmpul nr. 2 | Întreprinderea Agricolă „Ștefan Vodă”                                    | 3 ha                              | 47°59′04″N 27°43′55″E / 47.984381°N 27.731843°E |                |
| Cernoziom levigat caracteristic stepei Bălților | DR    | la nord de orașul Drochia, în limitele fostului aerodrom | Primăria orașului Drochia                                                | 6 ha                              | 48°03′27″N 27°48′11″E / 48.057492°N 27.802964°E |                |
| Complex de cernoziomuri podzolite și soluri cenușii-închis de pădure cu soluri fosile îngropate ale obiectului arheologic al zonei de silvostepă din nordul Moldovei | ED    | ocolul silvic Edineț, Brătușeni, parcela 52 și un lot adiacent de 2 ha, la nord-est de autostrada Chișinău-Cernăuți | Gospodăria Silvică de Stat Edineț (28 ha), colegiul din Brătușeni (2 ha) | 28 (pădure) + 2 (teren arabil) ha | 48°05′41″N 27°29′44″E / 48.09476°N 27.495566°E  |                |
| Cernoziom levigat gras al zonei silvice centrale a Moldovei | OR    | satul Ivancea, sectorul 1 al asolamentului de câmp, câmpul nr. 8 | Întreprinderea Agricolă „Ivancea”                                        | 4 ha                              | 47°18′45″N 28°53′01″E / 47.312433°N 28.883477°E | vezi mai multe |
| Cernoziom tipic gras al zonei de silvostepă din nordul Moldovei | RS    | marginea de vest a municipiului Bălți | Asociația Științifică de Producție „Selecția”                            | 4 ha                              | 47°46′02″N 27°52′25″E / 47.767283°N 27.873663°E |                |
| Complex de solonețuri și cernoziomuri solonețizate ale zonei de silvostepă din nordul Moldovei                                                                       | SG    | staționarul experimental al Institutului de Cercetări și Proiectări Tehnologice în Domeniul Pedologiei, Agrochimiei și Ameliorării Solului „N. Dimo”, la sud de satul Brejeni, pășune la hotarul câmpului nr. 7 cu Gospodăria Silvică de Stat Telenești | Întreprinderea Agricolă „Ciuciuieni”                                     | 9 ha                              | 47°34′19″N 28°08′26″E / 47.571903°N 28.140591°E |                |
| Cernoziom obișnuit gras al zonei basarabene de stepă | SL    | la 1 km nord-est de satul Sucleia | Ministerul Agriculturii și Industriei Alimentare                         | 2 ha                              | 46°50′02″N 29°40′56″E / 46.833993°N 29.682232°E |                |
| Complex de soluri aluvionare, carbonatate, cernoziomice, de fâneață, mlăștinoase și înnămolite ale zonei basarabene de stepă                                         | SV    | ocolul silvic Talmaza, bălțile Talmaza, parcelele 9, 10, 13; pădure și fâneață de luncă | Gospodăria Silvică de Stat Bender                                        | 200 ha                            | 46°39′00″N 29°44′18″E / 46.649941°N 29.738414°E |                |